# Liolaemus mapuche
Liolaemus mapuche — вид ігуаноподібних ящірок родини Liolaemidae. Ендемік Аргентини.

## Поширення і екологія
Liolaemus mapuche відомі з кількох місцевостей, розташованих в центральній частині провінції Неукен. Вони живуть на помірних луках Патагонії, місцями порослих чагарниками. Зустрічаються на висоті від 500 до 650 м над рівнем моря. Живляться комахами, відкладають яйця.